# Notomys mitchellii
Notomys mitchellii és una espècie de mamífer rosegador de la família dels múrids. És endèmic d'Austràlia. Es tracta d'un animal nocturn. El seu hàbitat natural són els matollars. És una espècie en risc mínim, és a dir, no sembla que hi hagi cap amenaça significativa per a la seva supervivència. Aquest tàxon fou anomenat en honor del militar i explorador escocès Sir Thomas Livingstone Mitchell.